# 파테 (기업)
파테(Pathé)는 프랑스의 영화 제작사이다. 1896년 샤를 파테가 '파테 프레르'라는 이름으로 창립된, 세계에서 가장 오래된 영화 제작사 중 하나이며, 오늘날에도 프랑스 영화시장에서 대표적인 제작사로 자리잡고 있다.

## 영화

### 1980년대
- 할로윈 4
- 할로윈 5
- 최후의 하이랜더
- 킥 복서 (영화)
- 대해적
- 졸업 파티
- 람보 3
- 스캐너스
- 섹스 거짓말 그리고 비디오테이프

### 1990년대
- 오스틴 파워: 제로
- 오스틴 파워 (1999년 영화)
- 원초적 본능
- 블레어 위치
- 클리프행어 (영화)
- 컷스로트 아일랜드
- 덤 앤 더머
- 이벤트 호라이즌
- 제5원소 (영화)
- 나이트메어 6: 프레디 죽다
- 그레이 올
- 하이랜더 2
- 야곱의 사다리 (영화)
- 제임스와 거대한 복숭아
- 제인 에어 (1996년 영화)
- 라스트 프라이데이
- 저지 드레드 (1995년 영화)
- 어벤저 2
- 도시 속의 인디언
- 롤리타 (1997년 영화)
- 마스크 (1994년 영화)
- 모탈 컴뱃 (1995년 영화)
- 파이 (영화)
- 핑크 플라밍고
- 플레이어 (1992년 미국 영화)
- 흐르는 강물처럼 (영화)
- 겜블 (1999년 영화)
- 쇼걸 (영화)
- 슬리피 할로우 (영화)
- 스타게이트 (영화)
- 슈퍼 마리오 (영화)
- 스윙어즈 (1996년 영화)
- 터미네이터 2: 심판의 날
- 뒤죽박죽
- 토탈 리콜
- 유니버셜 솔져
- 처녀 자살 소동
- 화이트 스콜
- 할리우드 픽처스
- 롱풀리 어큐즈드

### 2000년대
- 내가 숨쉬는 공기
- 알렉산더 (영화)
- 어론 인 더 다크 (2005년 영화)
- 아메리칸 파이 (영화)
- 애스크 더 더스트
- 아스테릭스: 미션 올림픽 게임
- 오스틴 파워: 골드멤버
- 나쁜 교육
- 밴디츠
- 비카인드 리와인드
- 빌리버 (2001년 영화)
- 블랙북
- 블랙 크리스마스 (2006년 영화)
- 눈먼 자들의 도시 (영화)
- 브로큰 임브레이스
- 버팔로 솔저
- 방탄승
- 셰리 (영화)
- 치킨 런
- 코러스 (2004년 영화)
- 크래쉬 (2004년 영화)
- 디센트 (2005년 영화)
- 디센트: Part 2
- 잠수종과 나비 (영화)
- DOA (영화)
- 둠스데이: 지구 최후의 날 (2008년 영화)
- 렐러티비티 미디어
- 공작부인: 세기의 스캔들
- 이스턴 프라미스
- 이든 레이크
- 에너미 앳 더 게이트
- 에블린 (영화)
- 판타스틱 4 (2005년 영화)
- 판타스틱 4: 실버 서퍼의 위협
- 파 크라이 (영화)
- 여우와 아이
- 제리 (영화)
- 더 굿: 리브 하드, 셀 하드
- 한니발 (2001년 영화)
- 한니발 라이징 (영화)
- 하드볼 (영화)
- 하드 레인 (영화)
- 더 홀 (2001년 영화)
- 섹시한 미녀는 괴로워
- 하우스 오브 더 데드
- 인터스테이트 (영화)
- 지퍼스 크리퍼스
- 지퍼스 크리퍼스 2
- 지퍼스 크리퍼스 3
- K-19: 위도우메이커
- 툼 레이더 (2001년 영화)
- 툼 레이더 2: 판도라의 상자
- 두갈: 마법의 회전목마
- 마리 앙투아네트 (2006년 영화)
- 메멘토 (영화)
- 미션 투 마스
- 멀홀랜드 드라이브
- 팬도럼
- 패트리어트: 늪 속의 여우
- 향수: 어느 살인자의 이야기
- 피아니스트 (2002년 영화)
- 노 브레인 레이스
- 레드 드래곤 (영화)
- 레스큐 던
- 레지던트 이블 2 (영화)
- 레지던트 이블 3: 인류의 멸망
- 쏘우 (영화)
- 쏘우 2
- 쏘우 3
- 스코어 (2001년 영화)
- 사일런트 힐 (영화)
- 슬럼독 밀리어네어
- 마스크 2 - 마스크의 아들
- 터미네이터 3
- 터칭 더 보이드
- 트랜스아메리카
- 투 브라더스
- 할리우드 폭로전
- 화이트 노이즈 (2005년 영화)
- 데드 캠프
- 유스 위드아웃 유스

### 2010년대
- 127 시간
- 미녀와 야수 (2014년 영화)
- 센츄리온 (영화)
- 에너미 (영화)
- 판타스틱 4 (2015년 영화)
- 플로렌스 (영화)
- 일루셔니스트 (2010년 영화)
- 주디 (영화)
- 줄리에타
- 만델라: 자유를 향한 머나먼 여정
- 오션스
- 페인 앤 글로리
- 필로미나의 기적
- 런던 프라이드 (영화)
- 플레이모빌: 더 무비
- 레지던트 이블 4: 끝나지 않은 전쟁
- 레지던트 이블: 파멸의 날
- 레지던트 이블 5: 최후의 심판
- 러시: 더 라이벌
- 파괴자들 (2012년 영화)
- 셀마 (영화)
- 사일런트 힐: 레벨레이션
- 서프레제트 (영화)
- 트랜스 (2013년 영화)
- 트윅스트
- 아기기린 자라파

### 2020년대
- 베네데타 (영화)
- 코다 (영화)
- 피노키오
- 미스비헤이비어

## 같이 보기
- 분류:파테 영화
- 파테 뉴스